# Düsseldorfer Volksbühne
Kultur am Rhein - Düsseldorfer Volksbühne e.V. ist die größte Publikumsorganisation Nordrhein-Westfalens und die drittgrößte deutschlandweit. 1946 neugegründet vermittelt der Verein mit dem gemeinnützigen Zweck, „alle am kulturellen Leben Interessierten zusammenzufassen und dieses Interesse in breiteren Schichten der Bevölkerung zu wecken“ vergünstigte Eintrittskarten für Kulturveranstaltungen an seine Mitglieder.

## Ursprung der Volksbühne
Der Ursprung der Volksbühnen-Idee liegt in Berlin im ausgehenden 19. Jahrhundert. Im Jahre 1890 wurde dort die Freie Volksbühne mit dem Ziel gegründet, überwiegend Arbeitern Theaterbesuche zu ermöglichen und das bis dahin vom Bürgertum gehaltene Bildungsmonopol zu durchbrechen. Vorläufer war die Freie Bühne, die 1889 von Theaterkritikern und Schriftstellern in Berlin gegründet worden war. Die damalige Satzung lautete: „die Aufgabe, die Poesie in ihrer modernen Richtung dem Volke vorzuführen und insbesondere zeitgemäße, von Wahrhaftigkeit erfüllte Dichtungen darzustellen, vorzulesen und durch Vorträge zu erläutern.“
Der Verband der deutschen Volksbühnenvereine bestand 1920 bis 1933. Die Volksbühne mietete Säle, engagierte Theatergruppen, lud zu Lesungen und Vorträgen ein und buchte für ihre Mitglieder Vorstellungen bei bestehenden Theatern. Außerdem besaß die Volksbühne eine eigene Wanderbühne für unterversorgte Provinzen und gründete einen eigenen Verlag. Bis Ende der zwanziger Jahre erreichte die Volksbühnen-Bewegung einen Zenit mit rund 540.000 Mitgliedern in über 300 Vereinen in ganz Deutschland.
Zur Zeit des Nationalsozialismus wurden die existierenden Volksbühnen wie auch viele Arbeitervereine gleichgeschaltet. In der Nachkriegszeit gründeten sich vielerorts die Volksbühnen neu.

## Verbot und Neubeginn
In den Idealen, Aktivitäten und ihrer demokratischen Struktur widersprachen die Volksbühnen dem damaligen NS-Regime und wurden schon 1933 verboten.
Der Verein Kulturfreunde e. V. war 1946 für die Neugründung der deutschen Volksbühnen mitverantwortlich. Dieser Verein nahm im Laufe der Zeit wieder den traditionsreichen Namen „Düsseldorfer Volksbühne e. V.“ an. Der erste Vorsitzende war Mathieu Högener. Er war bereits 1921 an der Gründung beteiligt, hatte 1923 den Vorsitz des Vorstandes übernommen und war ebenfalls 1946 maßgeblich für den Neubeginn der Düsseldorfer Volksbühne e. V. verantwortlich. Dieses Ehrenamt übertrug er 1961 seinem Sohn Gerd Högener. Dem ehemaligen Oberstadtdirektor und langjährigen ersten Vorsitzenden des Vorstandes Gerd Högener hat die Düsseldorfer Volksbühne auch ihren Vereinssitz zu verdanken, da er das Wohn- und Geschäftshaus dem Verein vermachte. In Erinnerung an den Förderer sowie zur Unterstützung musikalischer Nachwuchstalente schreibt die Düsseldorfer Volksbühne seit 2004 jährlich zusammen mit der städtischen Clara Schumann Musikschule den Gerd-Högener-Preis aus.

## Werdegang der Düsseldorfer Volksbühne
Die Düsseldorfer Volksbühne wurde offiziell im Jahr 1948 gegründet. Von der Winkelsfelder Straße zog die Düsseldorfer Volksbühne um in ein Souterrain an der Schanzenstraße in Oberkassel, fand danach im alten Postgebäude an der Drakestraße ein erstes eigenes Büro und bezog 1967 das eigene, selbst neugebaute Haus an der Wettinerstraße 13. Dort befindet sich noch heute die Düsseldorfer Volksbühne. Seit dem 1. September 2015 führt die Düsseldorfer Volksbühne den Zusatz „Kultur am Rhein“ in ihrem Namen.

## Vorstand
Der Vorstand der Düsseldorfer Volksbühne umfasst insgesamt 16 Mitglieder. Werner Sesterhenn (1. Vorsitzender), Klaudia Zepuntke (1. stellvertretende Vorsitzende) und Peter Haseley (2. stellvertretender Vorsitzender) bilden den geschäftsführenden Vorstand. Der erweiterte Vorstand umfasst 12 Personen zuzüglich zwei Ehrenmitglieder. Die Mitglieder des Vorstandes werden jeweils für drei Jahre in der jährlich stattfindenden Mitgliederversammlung von den anwesenden Mitgliedern gewählt.

## Arbeitsschwerpunkt
Jährlich vermittelt die Düsseldorfer Volksbühne rund 60.000 vergünstigte Karten an 7.800 Mitglieder für Kulturveranstaltungen aller Art in mehr als 50 Spielstätten in und um Düsseldorf.
Ebenso gehören Führungen, Workshops und Kulturfahrten zum Angebot des Vereins.

## Theaterpreis
Der Theaterpreis der Düsseldorfer Volksbühne ist ein Publikumspreis, die Gewinner werden also von den Mitgliedern gewählt. Der Preis ist mit 5.000 € für den 1. Platz und 2.500 € für den 2. Platz dotiert, er wurde zuletzt für die Jahre 2010 und 2011 vergeben, ist momentan jedoch ausgesetzt.
Die Gewinner der vergangenen Jahre lauten:
2001–2002: 1. Alexandra von der Weth, 2. Daniela Kiefer
2003–2004: 1. Hardy Krüger, 2. Anastassis Christoyannis
2005–2006: 1. Nataliya Kovalova, 2. Horst Mendroch
2008–2009: 1. Susanne Tremper, 2. Kom(m)ödchen-Ensemble
2010–2011: 1. Martin Schläpfer, 2. Johanna von Koczian

## Spielstätten im Überblick
- Aalto-Theater – Essen (Musiktheater)
- Apollo Varieté – Düsseldorf
- Atelier im Savoy – Düsseldorf
- Capitol Theater (Düsseldorf)
- Central Düsseldorf – Düsseldorf
- Cinema – Düsseldorf
- Colosseum Theater – Essen
- Deutsche Oper am Rhein – Düsseldorf
- Düsseldorfer Schauspielhaus – Düsseldorf
- Ferdinand-Trimborn-Saal – Ratingen
- Forum Freies Theater (FFT) – Junges Theater in der Altstadt/Juta – Düsseldorf
- FFT Kammerspiele – Düsseldorf
- ESPRIT arena – Düsseldorf
- Freizeitstätte Garath – Düsseldorf
- Globe-Theater Neuss – Neuss
- Haus der Freude – Düsseldorf
- Historische Stadthalle Wuppertal – Wuppertal
- ISS Dome – Düsseldorf
- Johanneskirche (Düsseldorf)
- Junges Schauspielhaus – Düsseldorf
- Klosterhof Bistro im Maxhaus – Düsseldorf
- Kölner Philharmonie – Köln
- König Palast – Krefeld
- König-Pilsener-Arena – Oberhausen
- Kom(m)ödchen – Düsseldorf
- Komödie Düsseldorf (Komödie an der Steinstraße)
- Kulturamt/Palais Wittgenstein (Düsseldorf)
- kulTOURbühne – Goch
- Lanxess Arena – Köln
- Lutherkirche (Bilk) – Düsseldorf
- Düsseldorfer Marionetten-Theater
- Maxkirche (Düsseldorf)
- Metropol Programmkino – Düsseldorf
- Mitsubishi Electric Halle – Düsseldorf
- Musical Dome – Köln
- Neue Operette – Düsseldorf
- Philharmonie – Essen
- Puppentheater Helmholtzstraße – Düsseldorf
- Rheinisches Landestheater Neuss – Neuss
- Robert-Schumann-Saal – Düsseldorf
- Ruhrfestspielhaus – Recklinghausen
- Savoy Theater – Düsseldorf
- Schauspielhaus Bochum – Bochum
- Schloss Benrath – Düsseldorf
- Schlossfestspiele Neersen – Willich
- Skulpturenpark Waldfrieden – Wuppertal
- Souterrain Kellerkino im Café Muggel – Düsseldorf
- Stadthalle Bielefeld – Bielefeld
- Stadttheater – Ratingen
- Starlight Express Theater – Bochum
- Stiftung Museum Kunst Palast – Düsseldorf
- Stratmanns im Europahaus – Essen
- Tanzhaus NRW – Düsseldorf
- Tanztheater Wuppertal Pina Bausch – Wuppertal
- Theateratelier Takelgarn – Düsseldorf
- Theater am Schlachthof Neuss
- Theater an der Kö – Düsseldorf
- Theater an der Luegallee – Düsseldorf
- Theater der Stadt Duisburg – Duisburg
- KaBARett FLiN – Düsseldorf
- Tonhalle Düsseldorf – Düsseldorf
- Zentrum für Aktion, Kultur und Kommunikation (zakk) – Düsseldorf
- Zeughaus – Neuss